# Chris Wardlaw
Chris Wardlaw, född 3 mars 1950, är en friidrottare från Australien. Han deltog vid olympiska sommarspelen 1976 och olympiska sommarspelen 1980.